# Daniel Sundén-Cullberg
Daniel Alrik Sundén-Cullberg (6 de abril de 1907-27 de enero de 1982) fue un deportista sueco que compitió en vela en la clase Star. Participó en los Juegos Olímpicos de Los Ángeles 1932, obteniendo una medalla de bronce en la clase Star.

## Palmarés internacional
| Juegos Olímpicos | Juegos Olímpicos             | Juegos Olímpicos  | Juegos Olímpicos |
| Año              | Lugar                        | Medalla           | Clase            |
| ---------------- | ---------------------------- | ----------------- | ---------------- |
| 1932             | Los Ángeles (Estados Unidos) | Medalla de bronce | Star             |